# Corey Dickerson
McKenzie Corey Dickerson (McComb, 22 maggio 1989) è un giocatore di baseball statunitense, esterno sinistro per i St. Louis Cardinals nella Major League Baseball (MLB).

## Carriera

### Colorado Rockies
Dickerson frequentò la Brookhaven Academy di Brookhaven, Mississippi e da lì i Colorado Rockies lo scelsero nel 29º turno del draft MLB 2009. Rifiutò e si iscrisse al Meridian Community College di Meridian, sempre nel Mississippi, da dove venne di nuovo selezionato l'anno seguente, nell'ottavo turno come 260ª scelta assoluta del draft 2010, sempre dai Rockies. Iniziò a giocare nel stesso anno nella classe Rookie. Giocò nel 2011 nella classe A, e nel 2012 tra la A-avanzata e la Doppia-A. Cominciò la stagione 2013 nella Tripla-A.
Fu promosso nelle major league il 21 giugno 2013. Il suo debutto avvenne il giorno successivo, il 22 giugno 2013, al Nationals Park di Washington, dove batté le sue prime due valide, entrambi doppi, nella vittoria sui Washington Nationals. Il 28 luglio 2013, Dickerson batté il suo primo fuoricampo contro i Milwaukee Brewers.
Il 18 giugno 2014, in una gara contro i Los Angeles Dodgers, Dickerson fu l'unico battitore ad arrivare in base durante il no-hitter di Clayton Kershaw, grazie a un errore. La sua prima annata completa nella MLB si chiuse con una media battuta di 0,312, 24 fuoricampo e 76 punti battuti a casa (RBI).

### Tampa Bay Rays
Il 28 gennaio 2016, Dickerson fu scambiato con i Tampa Bay Rays. Nella prima annata con la nuova maglia pareggiò il suo primato personale di 24 fuoricampo, ma la sua media battuta scese a 0,245, la peggiore in carriera sino a quel momento.
Il 2 luglio 2017, Dickerson fu convocato come titolare per il primo All-Star Game della carriera.

### Pittsburgh Pirates
Il 17 febbraio 2018, i Rays designarono Dickerson per la riassegnazione. Il 22 febbraio, Dickerson fu scambiato con i Pittsburgh Pirates in cambio dei giocatori Daniel Hudson, Tristan Gray, e una parte in denaro.

### Philadelphia Phillies
Il 31 luglio 2019, i Pirates scambiarono Dickerson con i Philadelphia Phillies per un giocatore da nominare in seguito e un bonus di firma internazionale. Divenne free agent a stagione ultimata.

### Miami Marlins
Il 6 gennaio 2020, Dickerson firmò un contratto biennale dal valore complessivo di 17,5 milioni con i Miami Marlins.

### Toronto Blue Jays
Il 29 giugno 2021, i Marlins scambiarono Dickerson e Adam Cimber con i Toronto Blue Jays per Joe Panik e il lanciatore di minor league Andrew McInvale. Divenne free agent al termine della stagione.

### St. Louis Cardinals
Il 18 marzo 2022, Dickerson firmò un contratto annuale del valore di 5 milioni di dollari con i St. Louis Cardinals.

## Palmarès
- MLB All-Star: 1

2017
- Guanto d'oro: 1

2018
- Giocatore della settimana della National League: 1

(17 agosto 2014)